# Klaus-Dieter Eichler
Klaus-Dieter Eichler (* 17. September 1952 in Gernrode am Harz) ist ein deutscher Philosoph mit dem Forschungsgebiet der antiken Philosophie. Er lehrt seit 2002 als Professor an der Johannes Gutenberg-Universität Mainz.

## Leben
Von 1971 bis 1976 absolvierte Eichler an der Karl-Marx-Universität in Leipzig ein Diplomstudium der marxistisch-leninistischen Philosophie. Seine Dissertation „Die Herausbildung der Sokratischen und frühen Platonischen Philosophie“ im Jahre 1978 wurde von Helmut Seidel betreut. Ein Zusatzstudium führte ihn 1985 für zwei Semester nach Moskau an die Akademie der Wissenschaften der UdSSR. Seine Habilitationsschrift „Die Genesis der frühen griechischen Philosophie“ (Hauptgutachter Helmut Seidel) legte er 1987 vor. Seine Habilitation erfolgte 1989 an der Universität von Leipzig, wo er – mit Unterbrechungen – bis 2002 in verschiedenen Anstellungsverhältnissen tätig war (Schwerpunkte in Ethik, Didaktik und Antike Philosophie). Im Jahr 2002 nahm er eine Professur für Antike Philosophie und ihre Rezeption von der Neuzeit bis zur Gegenwart an der Johannes Gutenberg-Universität in Mainz an. Im Zeitraum 1990 bis 1997 war Eichler zudem Vorsitzender der Leipziger Gesellschaft für Philosophie und Kultur.
Zu seinen Forschungsgegenständen gehören die Philosophie der Antike mit Schwerpunkt Ethik, die Philosophie der Freundschaft sowie die Philosophie in der Deutschen Demokratischen Republik.

## Veröffentlichungen (Auswahl)
- Die Herausbildung der Sokratischen und frühen Platonischen Philosophie. Diss. A, Leipzig 1978.
- Die Genesis der frühen griechischen Philosophie. Diss. B, Leipzig 1987.
- „Hoffnung kann enttäuscht werden“. Ernst Bloch in Leipzig. Dokumentiert und kommentiert von Volker Caysa, Petra Caysa, Elke Uhl und K.-D. Eichler. Hain, Frankfurt am Main 1992. ISBN 3-445-08573-0.
- Russische Philosophie im 20. Jahrhundert (hrsg. mit Ulrich Johannes Schneider). Leipziger Universitätsverlag, Leipzig 1996. ISBN 3-931922-00-6.
- Zur Alltagsgeschichte der Philosophie in Leipzig (mit Ulrich Johannes Schneider). Leipziger Universitätsverlag, Leipzig 2005. ISBN 3-86583-029-3.
- Philosophie der Freundschaft. Hrsg., Reclam, Leipzig 1999 (2. Auflage 2000). ISBN 3-379-01669-1.